# السحاري (حضرموت)
السحاري هي إحدى قرى الجمهورية اليمنية. وهي تتبع جغرافيًا لمحافظة حضرموت. وإداريًا لمديرية شبام. يبلغ تعداد سكانها 1234 نسمة حسب الإحصاء الذي جرى عام 2004.